# Лучера (замок)
Лучера (итал. Fortezza di Lucera) — средневековый замок, расположенный на окраине небольшого городка Лучера на высоком скалистом холме примерно в 19 км к западу от города Фоджа, в провинции Фоджа, в области Апулия, Италия.

## История

### Ранний период
Ещё в древности вершина скалистого холма, который господствовал над низменностью Таволиере, использовалась как естественная крепость. С трёх сторон гора имела почти отвесные склоны и лишь с востока более пологий. 
В 1964 году в крепости проводились археологические раскопки. Исследователи выяснили, что первые следы обитания людей на месте современного замка относятся к третьему тысячелетию до нашей эры. Но и ранее в крепости находили артефакты, относящиеся к бронзовому веку. В частности в XIX веке здесь были обнаружены бронзовые фигурки людей и животных. Учёные датируют эти находки VIII веком до нашей эры. Возможно, фигурки отлиты для ритуальных целей. Первоначально эти артефакты включил в свою частную Лючерино Онофрио Бонги. Позже находки оказались в экспозиции музея Эшмола в Оксфорде.
Во времена Римской империи на месте замка находился акрополь и храмы. После принятия христианства языческие храмы перестроили в церкви. Исследователи обнаружили при раскопках остатки раннехристианской базилики.

### Средние века
Дошедший до нас замок был построен по приказу императора Фридриха II Гогенштауфена. Начало строительных работ относят к 1233 году. Вероятно до этого здесь уже была крепость, построенная нормандцами в эпоху завоевания ими Южной Италии. Об этом говорят и фрагменты фундамента старого донжона (не сохранился). Внимательное изучение каменных блоков показывает, что многие из них прежде являлись фрагментами древнеримских храмовых построек. 
Фридрих II после восстания мусульман в Сицилии решил депортировать в район городка Лучера тысячи повстанцев-арабов, проживавших прежде на острове. Крепость в первую очередь предназначалась для контроля над этими людьми, так как христианские правители подозревали иноверцев в готовности поднять новое восстание. Правда, это не помешало Фридриху II создать в своей армии отдельное подразделение из воинов-мусульман. Причём эти сарацины-наёмники на службе христианского императора продолжали носить традиционные одежды и отличались от прочих воинов вооружением. Этот отряд принял участие во многих войнах, которые вёл Фридрих II Гогенштауфен. 
После падения власти Гогенштауфенов на юге Италии при поддержке папы к власти пришёл французский принц Карл I Анжуйский. Он также не доверял проживавшим вокруг потомкам сицилийцев-мусульман и решил усилить крепость Лучера. Вокруг прежнего замка появилась внешняя кольцевая стена. Таким образом образовался просторный внутренний двор, а прежний комплекс стал играть роль цитадели. Строительством занялся назначенный новым правителем губернатор Пьер д'Анджикур. В каменных стенах возвели более двадцати башен, которые несколько выступали вперёд. Причём две из них имели круглую форму и значительно превосходили прочие башни массивностью и высотой. Масштабные работы проводились в период между 1269 и 1283 годами. 
Тревоги французов, связанные с нелояльностью переселенцев-мусульман, оказались не напрасны. При Карле II Анжуйском вспыхнуло восстание. Около 1300 года мусульмане Лучера попытались свергнуть власть французов и призвать на помощь единоверцев из Северной Африки. Но анжуйцы действовали быстро и решительно. Восстание было утоплено в крови, а множество выживших после поражения мусульман оказались вырезаны. Лишь немногим удалось спастись бегством. 
После исчезновения мусульманского населения в данном регионе крепость потеряла прежнее значение. В XIV веке гарнизон покинул замок и он стал приходить в упадок. Как часто бывает в подобных случаях, главные разрушения произошли не по вине природных стихий, а в результате деятельности окрестных крестьян. Они стали использовать заброшенный замок как каменоломню. Почти все здания внутри оказались разобраны на стройматериалы. Сохранялись только внешние стены. 

### Новое время

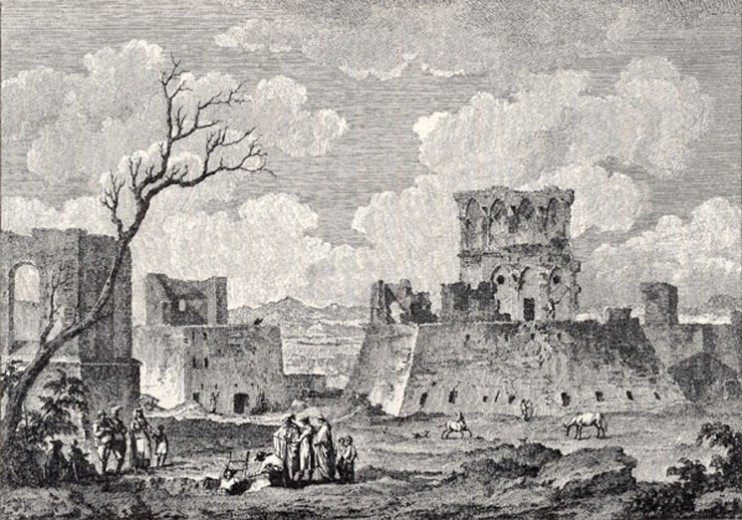
Руины замка на рисунке XVIII века

В XVIII веке были снесены последние остатки зданий внутри крепости. Местные власти использовали каменные блоки для строительства в Лучера дворца правосудия, церкви и монастыря Санта-Мария-дель-Кармине. Более того, мэрия даже пыталась продать территорию замка для обустройства там карьера по добыче камня. Но желающих вложиться в это дело не нашлось.

### XIX-XX века
В XIX веке с пробуждением интереса к национальной истории начались первые реставрационные работы в крепости. Были укреплены сохранившиеся стены и башни. Уже в 1871 году замок был объявлен национальным памятником.
В начале двадцатого века историк Эдуард Штамер собрал все документы о замке в эпоху Фридриха II и Карла I Анжу. Результатом его трудов стало издание книги об истории крепости.

### XXI век
В 2000 году был восстановлен мост через ров, который вёл внутрь кольцевых стен. Однако состояние обветшавших стен в начале XXI века стало вызывать тревогу. Возникли опасения их обрушения. Наконец в 2016 году власти региона Апулия выделили три миллиона евро на работы по укреплению сохранившихся стен и башен. А в 2017 году Министерство культурного наследия и туризма выделило ещё два миллиона евро на реставрационные работы в крепости.

## Описание
Цитадель, которую часто называют Дворцом Фридриха II, представляла из себя каменное трёхэтажное здание квадратной формы. Это сооружение напоминало сохранившийся недалеко от города Андрия замок Кастель-дель-Монте. Причём внутри цитадели двор имел форму восьмиугольника. Кроме того, там имелся и колодец. Но так как от этого сооружения остался только фундамент, то неизвестно где именно был вход в крепость эпохи Фридриха II. Споры ведутся даже о том, какой именно был предусмотрен способ проникновения внутрь дворца. То ли по разборной лестнице (что часто практиковалось в замках Германии), то ли через подземный ход.
Общая протяжённость внешней стены составляет около 900 метров. По этому показателю замок относится к одним из крупнейших в Италии. Средняя высота стены — 13 метров. В ней были созданы 13 квадратных башен, два пятиугольных бастиона, семь контрфорсов и две круглые угловые башни. Самая крупная из круглых башен имеет высоту 25 метров, а её диаметр достигает 14 метров.
К концу XIII века внутри крепости имелись казармы для солдат гарнизона, выбитая в скалах цистерна для хранения воды и церковь. Также было построено несколько жилых зданий, в которых поселились прибывшие из Прованса семьи офицеров-дворян и чиновников. Вход в крепость был возможен только по разводному мосту, который построили над созданным с восточной стороны глубоким рвом.

### В массовой культуре
В 1976 году в крепости снималась часть эпизодов фильма «Солдат удачи» режиссёра Паскуале Фиесты-Кампаниле.

## Галерея

Вид замка со стороны долины
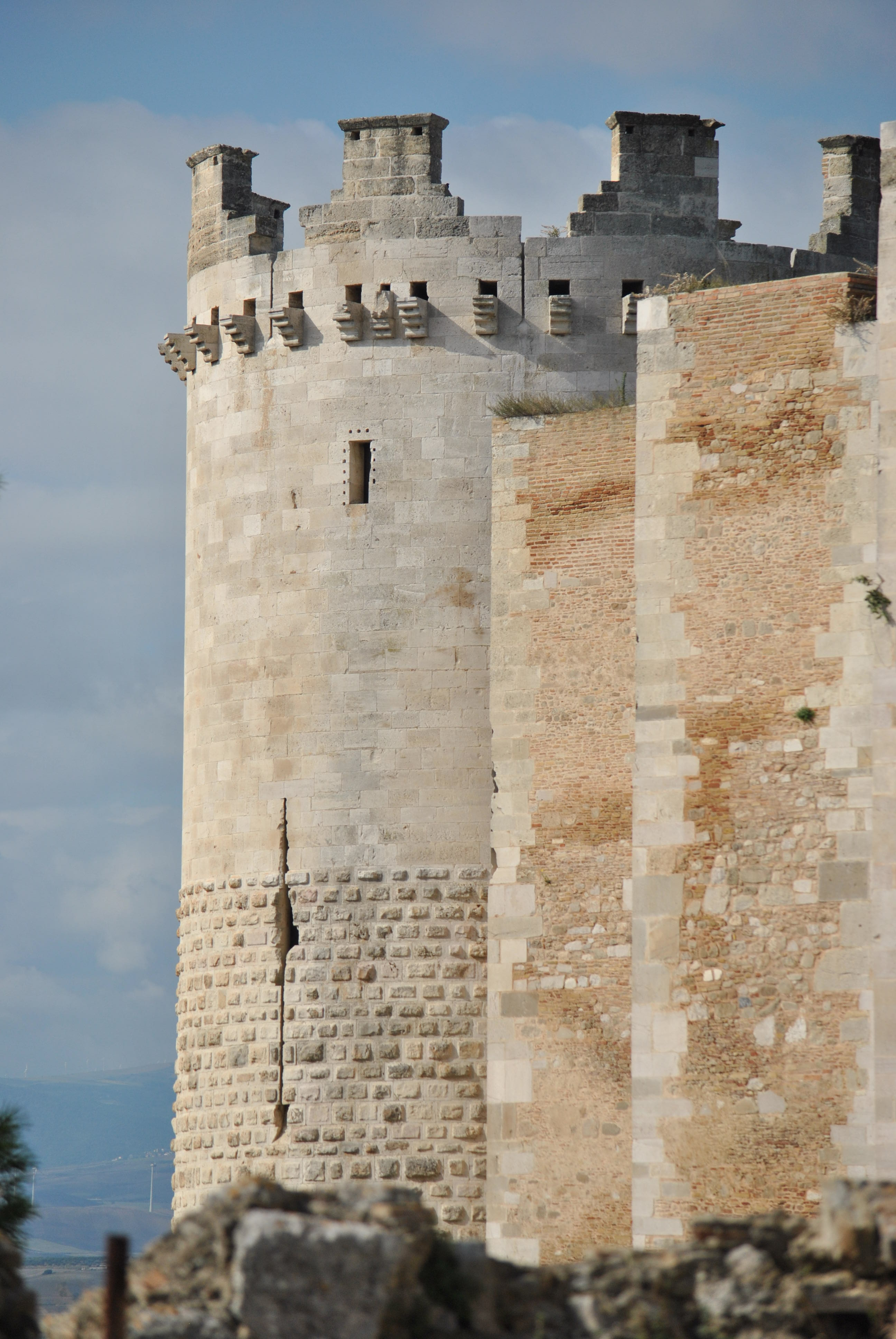
Одна из круглых башен
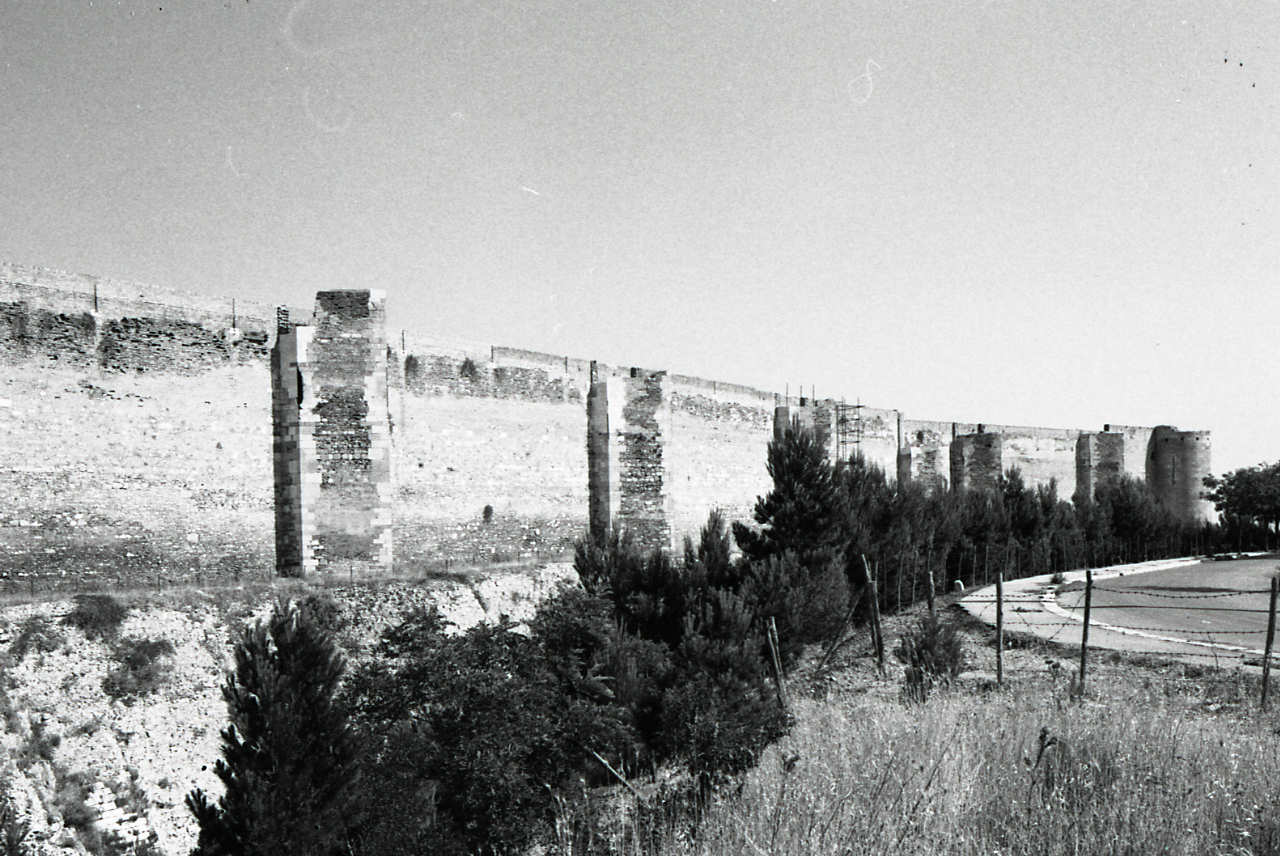
Вид внешних стен с восточной стороны
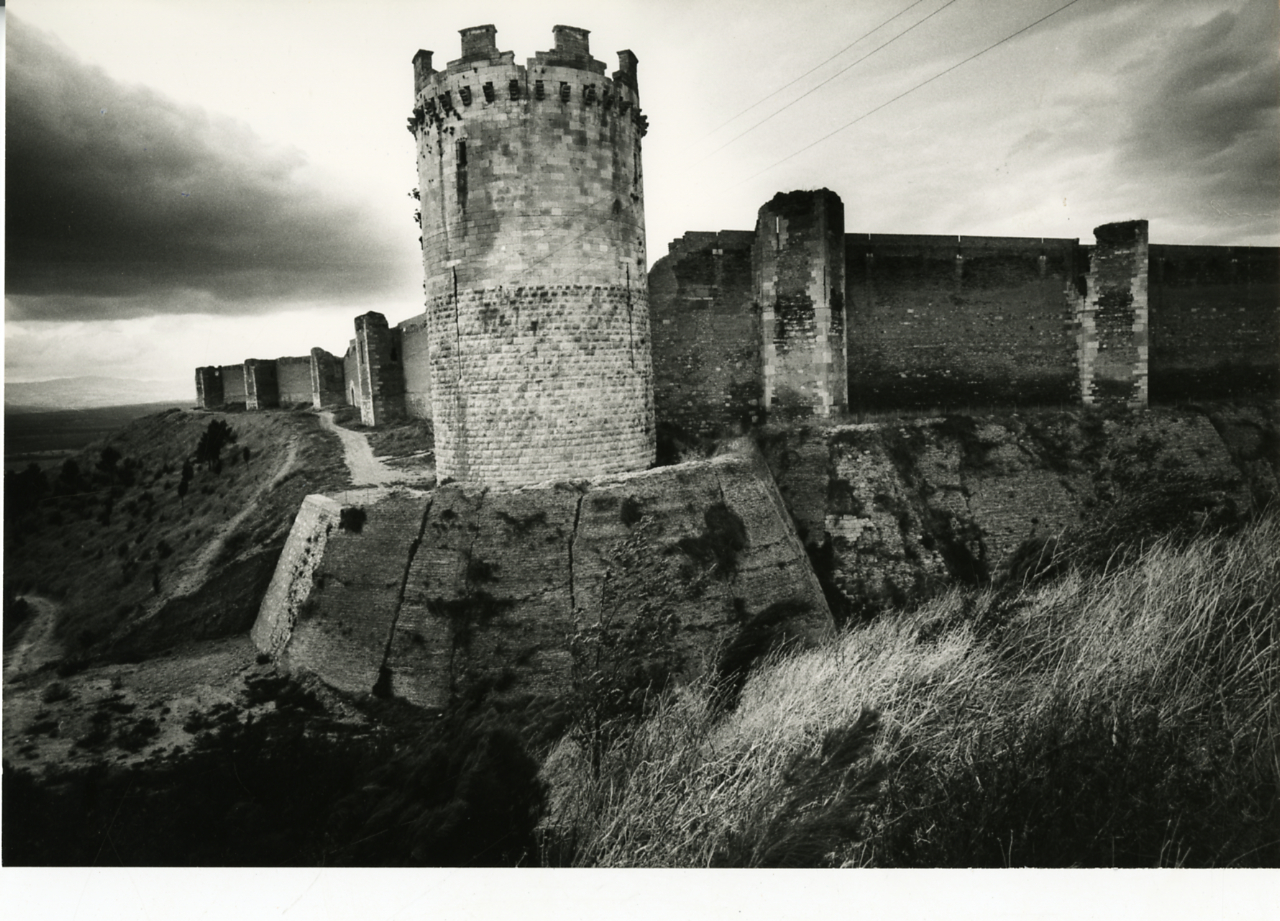
Башни и стены замка